# Уэвока
Уэвока (англ. Wewoka) — город и административный центр округа Семинол в американском штате Оклахома. По данным переписи населения США 2020 года, численность населения составляла 3133 человека.

## Население
| 2010 | 2020  |
| ---- | ----- |
| 3430 | ↘3133 |